# 環東大道
25°03′31″N 121°35′50″E / 25.0585498°N 121.5972766°E

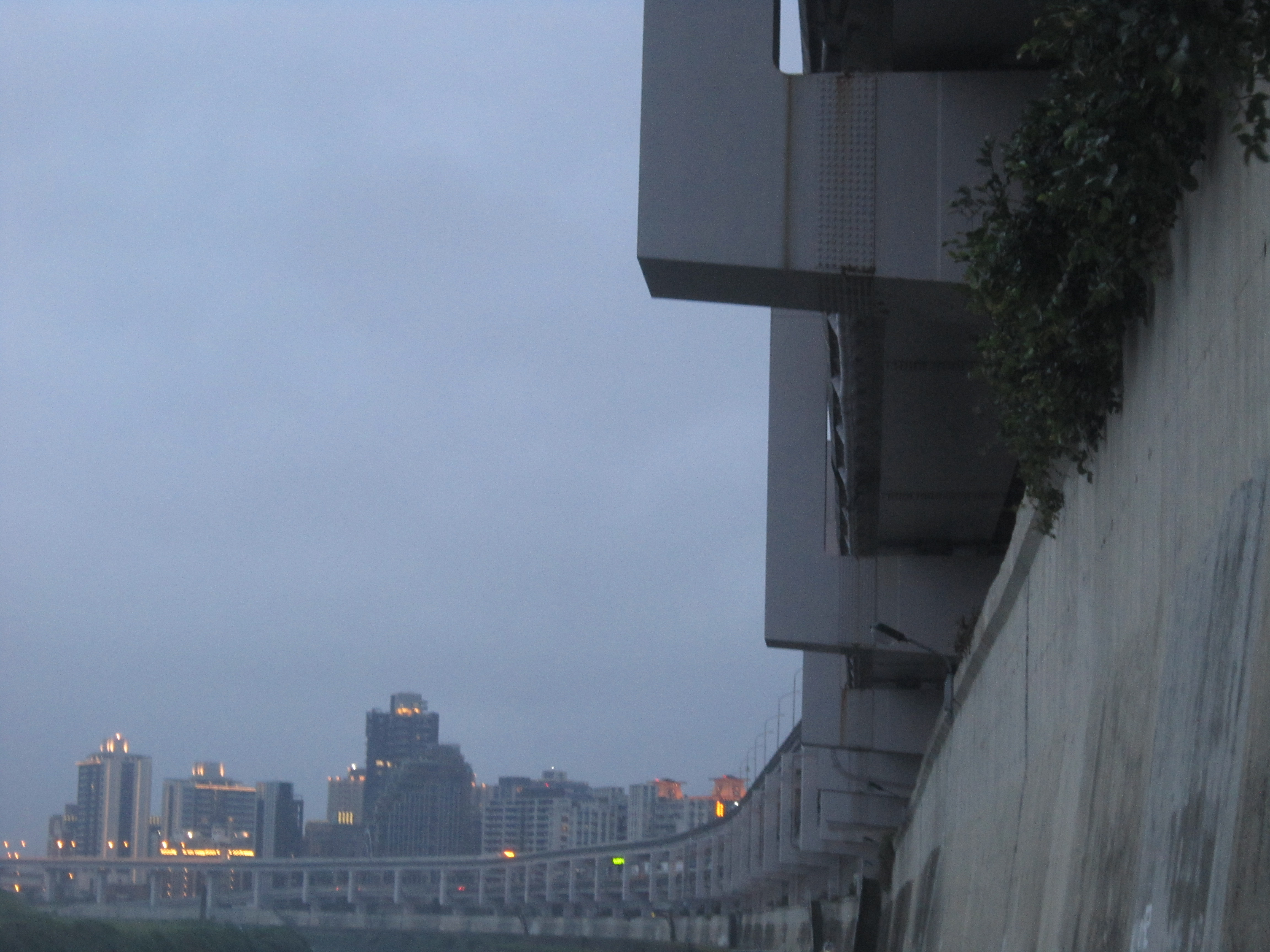
環東大道基隆河段

環東大道，又稱環東基河快速道路，是內湖、南港、汐止等地區往返臺北市東區的市區快速道路，亦是臺北市區進入國道三號及國道五號的捷徑。為環東快速道路系統中的一部分。

## 路線
環東大道東向西起於基隆永吉路口，東迄至南港大坑溪市界處。除了橫科地的匝道屬新北市汐止區外，全線位於臺北市境內，大致沿著基隆河而行，可細分為下列路段詳述：

### 正氣橋段
此段是環東大道的起點，由正氣橋改建而成，以雙層高架橋的方式佈設。東向於基隆松隆路口開始沿基隆路高架，跨越市民大道永吉路引道後，攀升至正氣橋上層，並續向北銜接至麥帥一橋上層，跨基隆河後進入內湖區；西向則是位於基隆永吉路口開始高架，沿正氣橋下層佈設，並於撫遠街口附近攀升至麥帥一橋上層，進入內湖區。

### 麥帥公路段
環東大道由麥帥一橋進入內湖後，沿著南京東路六段高架。此路段為舊有之麥帥公路路廊升級而來。在接近內湖交流道附近再次漸變為雙層高架橋（西行在上，東行在下），跨越成功路後接上環東大橋，以斜交方式再度橫渡基隆河，進入南港區。

### 基隆河段
進入南港區後的環東大道，維持約2.75公里長的雙層高架橋，一路沿基隆河左岸的河堤共構而行。在接近南湖大橋前，位於下層的東向降落至平面（但仍是封閉式快速道路），位於上層的西向則分別跨越南湖大橋與臺北捷運文湖線。東向在經貿一路出口後即再度高架，並與西向一同跨越大坑溪，銜接上南港聯絡道。

## 出入口和匝道列表
| 環東大道路線設施里程一覽表 |      |          |                        |                   |                                     |               |                                                                                                |
| 標誌                       | 里程 | 名稱     | 順樁預告               | 逆樁預告          | 形式                                | 通車日        | 銜接道路 →聯絡地區                                                                             |
| ↑主線成為市民大道高架道路  |      |          |                        |                   |                                     |               |                                                                                                |
| 出口                       | 0.0  | 基隆路   | （僅西出東入）         | 基隆路            | 匝道                                | 2001年        | 基隆路、永吉路 →松山區、信義區                                                                 |
| －                         |      |          |                        |                   |                                     |               |                                                                                                |
| 出口                       |      | 堤頂大道 | 內湖 高速公路          | 堤頂交流道 內湖   | 分離式Y型                           | 2001年        | 堤頂大道⇒堤頂交流道 →內湖區、內湖科技園區                                                      |
| － 下層為南京東路          |      |          |                        |                   |                                     |               |                                                                                                |
| 出口                       |      | 舊宗路   | （僅西出東入）         | 南京東路 舊宗路   | 匝道                                | 2001年        | 舊宗路 →內湖區潭美                                                                             |
| －                         |      |          |                        |                   |                                     |               |                                                                                                |
| 出口                       |      | 經貿二路 | 經貿二路 研究院路      | （僅東出東入）    | 匝道                                | 2001年        | 經貿二路 →南港區、南港軟體園區                                                                 |
| 出口                       |      | 經貿一路 | 南港經貿園區 汐止      | 南港經貿園區 南港 | Y型                                 | 2001年        | 經貿一路 →南港區、汐止區、南港經貿園區、南港展覽館                                             |
| 出口                       |      | 北山大橋 | （僅西行入口）         | （僅西行入口）    | 匝道                                | 2001年        | 台5線 · →汐止區樟樹灣                                                                          |
| ↓主線成為南港聯絡道        |      |          |                        |                   |                                     |               |                                                                                                |
| 出口                       |      | 橫科路   | （無東行出口）         | 南港              | 匝道（西入） 半套鑽石型（西出東入） | 2001年        | 橫科路⇒南港交流道（南出北入） →汐止區橫科、中央研究院                                          |
| 出口                       | 6.2  | 南港     | 木柵 新店 快速道路終點 | 快速道路起點      | 半套Y型                             | 1996年3月21日 | Module:Jct第187行Lua错误：bad argument #2 to 'format' (string expected, got table)（北出南入） |

## 歷史
- 1993年11月，開始興建[5]。
- 1999年，伍佰 Wu Bai & China Blue 白鴿MV於此取景。
- 2001年9月，全線通車。
- 2002年11月8日，末端銜接南港聯絡道處通車。[6]
- 2007年11月1日，開放排氣量逾550c.c.之大型重型機車行駛東行基隆路匝道－經貿一路匝道路段，橫科路匝道－基隆路匝道。
- 2012年7月1日，開放排氣量逾250c.c.之大型重型機車行駛東行基隆路匝道－經貿一路匝道路段，橫科路匝道－基隆路匝道。
- 2015年2月4日，一架復興航空235號班機在擦撞一輛行進中於環東大道經貿一路出口附近之計程車，又擦撞西向護欄後，墜毀於基隆河，此次事故43人死亡15人生還。
- 2022年1月25日，一輛小客車（車輛：TOYOTA RAV4）於環東大道向東行駛，駕駛逆向行駛西行車道約500公尺後撞上西向之大型重型機車，造成大型重型機車駕駛墜落橋梁而死亡。

## 外部連結
- 臺北市快速道路系統 （页面存档备份，存于）